# Sitio de Barcelona (827)
El asedio de Barcelona del 827 fue un conflicto armado y asedio infructuoso durante la Revuelta de Aysun entre los condes autóctonos, apoyados por los musulmanes contra los dirigentes francos del Condado de Barcelona durante el siglo IX.

## Antecedentes
A principios del siglo VIII, cuando el reino visigodo fue conquistado por las tropas musulmanas del califato omeya, Barshiluna fue tomada en 718 por el valí musulmán de al-Ándalus, Al-Hurr ibn Abd al-Rahman al-Thaqafi. Tras el fracaso de la invasión musulmana de la Galia en las batallas de Toulouse en 721 y Poitiers en 732, la ciudad se integró en la Marca Superior de al-Ándalus.
La ocupación árabe de Cataluña fue efímera y los musulmanes, dependientes de Córdoba, estaban gobernados por valíes o representantes emirales. Los visigodos legitimistas del poder de Toledo fueron expulsados y los sarracenos ocuparon el poder, pero en el siglo IX, con la Conquista carolingia de la Marca Hispánica, los francos llevaron sus propios condes y marqueses, que eran los visigodos expulsados, reapareciendo los conflictos entre los profrancos, que quieren constituir un poder superior, y los proárabes y autóctonos que se negaron. Los francos establecieron una serie de condados que constituían una marca: una franja de seguridad limitada por el eje del Llobregat, que con varias fluctuaciones, quedó definida con la Conquista de Barshiluna en la primavera del 801. Este territorio fue el escenario continuado de razzias y conflictos.
La fidelidad de los magnates locales godos por la conquista de Barshiluna fue recompensada por Luduvico Pío con el nombramiento como conde de Barcelona de Bera, un autóctono cercano a las intenciones de paz y mantenimiento del statu quo con sus vecinos musulmanes, pero su tolerancia contrapuesta a los barones francos, significó su caída y la llegada de condes extranjeros. Al franco Rampón le sucedió Bernardo de Septimania que confirmaba la línea dura y foránea al frente de los condados de Barcelona, Gerona y Osona y significó el inicio del alzamiento de Ayxun ibn Sulayman ibn Yaqdhan al-Arabí (Aysun) y Guillemó.
Fieles a Bera y encabezadas por Aysun, hijo de Sulayman ben al-Arabí, se revolvieron varias guarniciones del Condado de Osona, salvo el castillo de Roda de Ter, situado en la actual L'Hostoles, controlada por el cabecilla local Galindo Belascotenes (Abenbelascot),, siendo atacada la fortaleza por los rebeldes.

## El asedio
Aprovechando los primeros éxitos, los atacantes, a través de los valíes de Zaragoza y Lérida recibieron la ayuda militar de Abd al-Rahman II con fuerzas comandadas por Ubayd Allah Abu Marwan que sale de Saraqusta en mayo, que añadidas a las tropas condales de Guillemó y a los contingentes locales permiten emprender el asedio de Barcelona.
Los musulmanes se establecieron en las montañas que rodean la ciudad, habiendo tomado Sardañola del Vallés, Valldoreix, San Cugat del Vallés, diversos puntos en la Sierra de Collserola, la Ermita de Sant Iscle de les Feixes, la Ermita de Sant Medir, Moncada y Ripollet.
La ralentización en el intento de conquista de Barcelona significa que se esperaba establecer complicidad con sus ciudadanos, hecho que no se produjo y en el verano del 827, sesenta días después de establecerse, se levantó el cerco a la ciudad para dirigirse a establecer el Sitio de Gerona (827).